# Bóng nước tại Thế vận hội Mùa hè 2004
Bóng nước tại Thế vận hội Mùa hè 2004 được tổ chức tại Athens Olympic Sports Complex.

## Nam
| Hạng | Quốc gia | Cầu thủ |
| ---- | -------- | --- |
| 1    | HUN      | Tibor Benedek, Péter Biros, Rajmund Fodor, István Gergely, Tamás Kásás, Gergely Kiss, Norbert Madaras, Tamás Molnár, Ádám Steinmetz, Barnabás Steinmetz, Zoltán Szécsi, Tamás Varga, Attila Vári                                     |
| 2    | SCG      | Aleksandar Ciric, Vladimir Gojkovic, Danilo Ikodinović, Viktor Jelenic, Predrag Jokic, Nikola Kuljaca, Slobodan Nikic, Aleksandar Šapić, Dejan Savic, Denis Šefik, Petar Trbojevic, Vanja Udovicic, Vladimir Vujasinovic             |
| 3    | RUS      | Roman Balaschow, Alexander Erischow, Alexander Fedorow, Sergej Garbuzow, Dmitri Gorschkow, Vitali Jurtschik, Nikolai Koslow, Nikolai Maximow, Andrej Reketschinski, Dmitri Stratan, Revaz Tschomakidze, Marat Zakirow, Irek Zinnurow |

## Nữ
| Hạng | Quốc gia | Cầu thủ |
| ---- | -------- | --- |
| 1    | ITA      | Carmela Allucci, Alexandra Araujo, Silvia Bosurgi, Francesca Conti, Elena Gigli, Melania Grego, Giusy Malato, Martina Miceli, Maddalena Musumeci, Cinzia Ragusa, Noemi Toth, Manuela Zanchi, Tania di Mario                                              |
| 2    | GRE      | Dimitra Asilian, Georgia Ellinaki, Eftychia Karagianni, Angeliki Karapataki, Stavroula Kozompoli, Georgia Lara, Kyriaki Liosi, Antiopi Melidoni, Antonia Moraiti, Evangelina Moraitidou, Anthoula Mylonaki, Aikaterini Oikonomopoulou, Antigoni Roumpesi |
| 3    | Hoa Kỳ   | Robin Beauregard, Margaret Dingeldein, Ellen Estes, Jacqueline Frank, Natalie Golda, Ericka Lorenz, Heather Moody, Thalia Munro, Nicolle Payne, Heather Petri, Kelly Rulon, Amber Stachowski, Brenda Villa                                               |

## Vòng bảng nam

### Bảng A
| Nga - Kazakhstan               |  | 5:2  |
| Serbia-Montenegro - Hungary    |  | 4:6  |
| Croatia - Hoa Kỳ               |  | 6:7  |
| Kazakhstan - Hoa Kỳ            |  | 6:9  |
| Nga - Serbia-Montenegro        |  | 3:4  |
| Hungary - Croatia              |  | 10:8 |
| Serbia-Montenegro - Kazakhstan |  | 9:5  |
| Hoa Kỳ - Hungary               |  | 5:7  |
| Croatia - Nga                  |  | 8:9  |
| Kazakhstan - Hungary           |  | 4:14 |
| Serbia-Montenegro - Croatia    |  | 11:8 |
| Nga - Hoa Kỳ                   |  | 9:7  |
| Croatia - Kazakhstan           |  | 5:4  |
| Nga - Hungary                  |  | 6:7  |
| Hoa Kỳ - Serbia-Montenegro     |  | 4:9  |

### Bảng B
| Đức - Hy Lạp         |  | 5:4  |
| Ai Cập - Úc          |  | 3:14 |
| Ý - Tây Ban Nha      |  | 4:5  |
| Úc - Ý               |  | 4:8  |
| Đức - Ai Cập         |  | 13:3 |
| Hy Lạp - Tây Ban Nha |  | 8:5  |
| Tây Ban Nha - Úc     |  | 8:4  |
| Ý - Đức              |  | 10:5 |
| Ai Cập - Hy Lạp      |  | 4:15 |
| Ai Cập - Ý           |  | 4:13 |
| Đức - Tây Ban Nha    |  | 11:5 |
| Hy Lạp - Úc          |  | 10:9 |
| Đức - Úc             |  | 6:6  |
| Tây Ban Nha - Ai Cập |  | 12:4 |
| Ý - Hy Lạp           |  | 4:6  |

## Chung kết nam
| Tứ kết       |  | Nga - Đức                          |  | 12:5 |
| Tứ kết       |  | Serbia và Montenegro - Tây Ban Nha |  | 7:5  |
| Bán kết      |  | Hungary - Nga                      |  | 7:5  |
| Bán kết      |  | Hy Lạp - Serbia-Montenegro         |  | 3:7  |
| Tranh hạng 3 |  | Nga - Hy Lạp                       |  | 6:5  |
| Chung kết    |  | Hungary - Serbia-Montenegro        |  | 8:7  |

## Vòng bảng nữ

### Bảng A
| Úc - Ý              |  | 6:5 |
| Hy Lạp - Kazakhstan |  | 8:6 |
| Úc - Kazakhstan     |  | 9:4 |
| Hy Lạp - Ý          |  | 2:7 |
| Ý - Kazakhstan      |  | 8:6 |
| Úc - Hy Lạp         |  | 7:7 |

### Bảng B
| Hoa Kỳ - Hungary |  | 7:6 |
| Nga - Canada     |  | 8:6 |
| Hoa Kỳ - Canada  |  | 5:6 |
| Nga - Hungary    |  | 9:8 |
| Hoa Kỳ - Nga     |  | 8:4 |
| Hungary - Canada |  | 5:4 |

## Chung kết Nữ
| Tứ kết       |  | Hy Lạp - Nga |  | 7:4  |
| Tứ kết       |  | Ý - Hungary  |  | 8:5  |
| Bán kết      |  | Úc - Hy Lạp  |  | 2:6  |
| Bán kết      |  | Hoa Kỳ - Ý   |  | 5:6  |
| Tranh hạng 3 |  | Úc - Hoa Kỳ  |  | 5:6  |
| Chung kết    |  | Hy Lạp - Ý   |  | 9:10 |